# Vicente Agustí Elguero
Vicente Agustí Elguero (f. 31 de marzo de 1942) fue un arquitecto español, de origen valenciano. Desarrolló inicialmente su carrera profesional en Madrid. Tras ingresar en la Dirección General de Prisiones, diseñó establecimientos penitenciarios por toda España.
Recibió el título de arquitecto en 1913 en la Escuela Superior de Arquitectura de Madrid, en la misma promoción que Secundino Zuazo. Perteneció a la denominada generación cosmopolita y fue colaborador durante algunos años de José Espeliús. En esa época diseño varios edificios en Madrid, como el edificio de viviendas en la esquina entre la recién creada Gran Vía y la calle Montera. En 1920 ingresó como arquitecto en el Ministerio de Gracia y Justicia, y fue nombrado ese mismo año arquitecto de la Dirección General de Prisiones. Como tal fue el responsable del proyecto de numerosas prisiones en toda España, como las de Cartagena, de mujeres de Valencia o de Carabanchel en Madrid.

## Galería

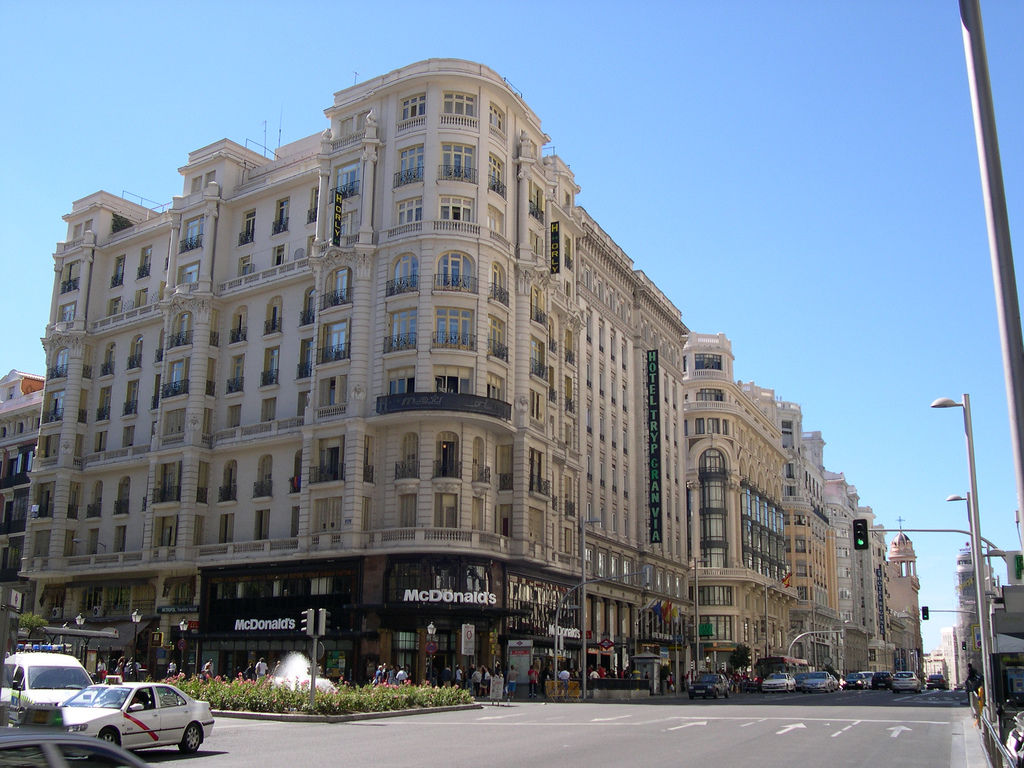
Edificio de viviendas de Gran Vía, 23, esquina con la calle Montera

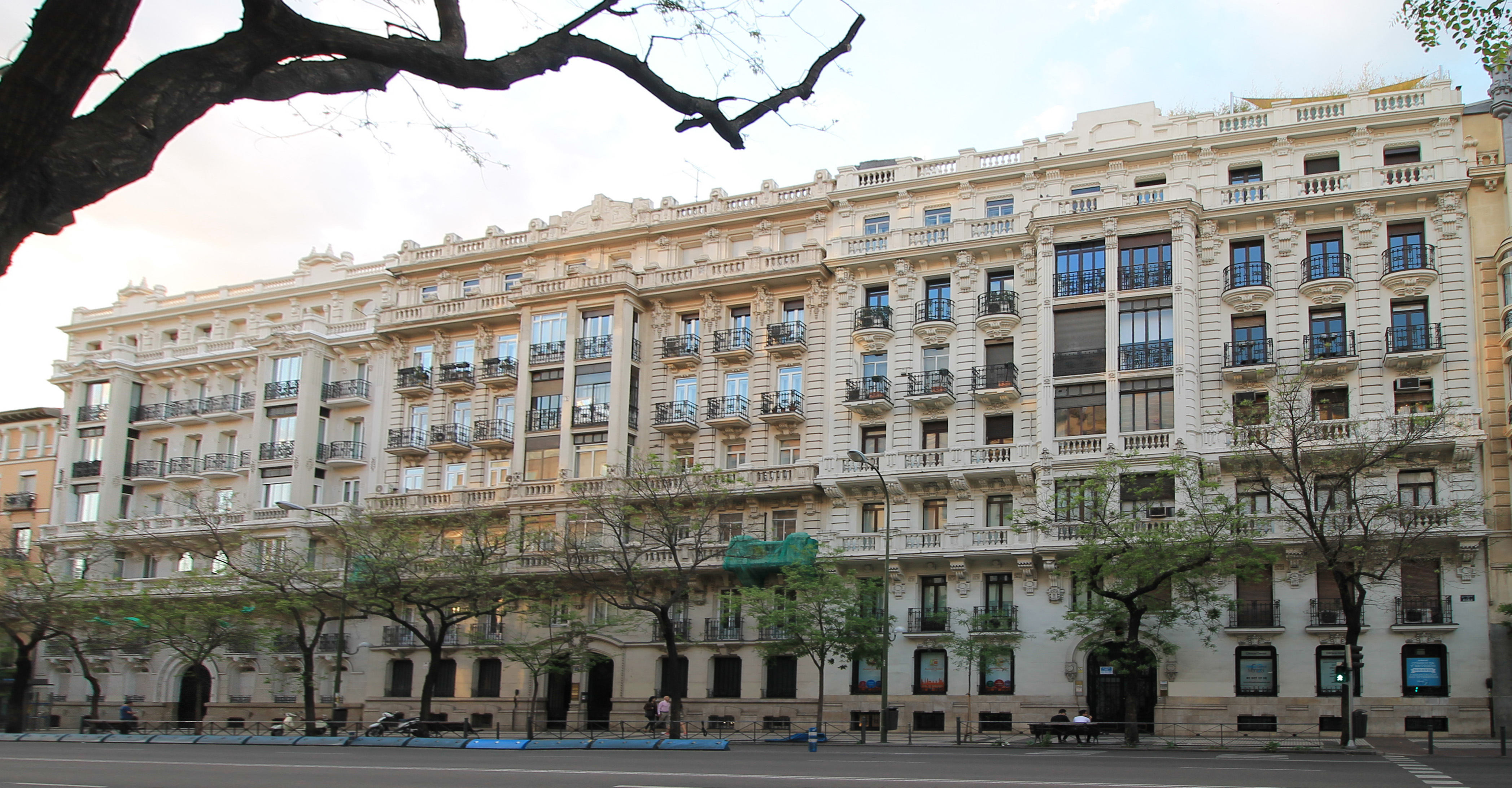
Tres edificios de viviendas en la calle de Alcalá de Madrid.

## Obras
- Edificio de viviendas de Gran Vía, 23, esquina con la calle Montera, con José Espelius Anduaga (proyectado en 1917, construido en 1918-1922), en Madrid.
- Hotel de Joaquín Cobián (1919-1920), en Madrid, hoy desaparecido, con .[3]
- Prisión de mujeres de Valencia (1925), hoy un colegio público.[8]
- Rehabilitación de la sede del Colegio Notarial de Madrid y sede de la Academia Matritense del Notariado, en la calle Juan de Mena, 9 (1925-1927), en Madrid.[9]
- Cine Legazpi (1930), en Madrid.[10]
- Antigua Prisión del Partido Judicial de Úbeda (1927-1928).[cita requerida]
- Prisión Provincial de Málaga (1932-1933).[11]
- Cárcel de San Antón, de Cartagena (1935-1936).[12]
- Prisión de Carabanchel en Madrid, con José María de la Vega y Luis de la Peña Hickman.[13]
- Prisión Provincial de Alicante (1923-1925).[14]